# Ouachitychus parvoculus
Ouachitychus parvoculus är en skalbaggsart som beskrevs av Chandler 1988. Ouachitychus parvoculus ingår i släktet Ouachitychus och familjen kortvingar. Inga underarter finns listade i Catalogue of Life.